# Кашнур (Кировская область)
 Кашнур  — деревня в Пижанском муниципальном округе Кировской области.

## География
Расположена на расстоянии примерно 5 км по прямой на юго-восток от райцентра поселка Пижанка.

## История
Известна с 1873 года как деревня Кладбище большое, где дворов 47 и жителей 511, в 1905 (уже Большое Кладбище) 75 и 502, в 1926 86 и 455, в 1950 76 и 293. Нынешнее название утвердилось с 1998 года. До 2020 года входила в состав Пижанского городского поселения до его упразднения.

## Население
Постоянное население составляло 301 человек (русские 70%, мари 28%) в 2002 году, 254 в 2010.